# Joe Harper
Pour les articles homonymes, voir Harper.
Joseph « Joe » Montgomery Harper est un  footballeur écossais né le 11 janvier 1948 à Greenock.

## Carrière

### Joueur
| Saison    | Club                | Pays       |
| --------- | ------------------- | ---------- |
| 1961-1962 | Greenock Morton     | Écosse     |
| 1962-1963 | Greenock Morton     | Écosse     |
| 1963-1964 | Greenock Morton     | Écosse     |
| 1964-1965 | Huddersfield Town   | Angleterre |
| 1965-1966 | Huddersfield Town   | Angleterre |
| 1966-1967 | Greenock Morton     | Écosse     |
| 1967-1968 | Greenock Morton     | Écosse     |
| 1968-1969 | Greenock Morton     | Écosse     |
| 1969-1970 | Aberdeen FC         | Écosse     |
| 1970-1971 | Aberdeen FC         | Écosse     |
| 1971-1972 | Aberdeen FC         | Écosse     |
| 1972-1973 | Everton             | Angleterre |
| 1973-1974 | Everton             | Angleterre |
| 1974-1975 | Hibernian Édimbourg | Écosse     |
| 1975-1976 | Hibernian Édimbourg | Écosse     |
| 1976-1977 | Aberdeen FC         | Écosse     |
| 1977-1978 | Aberdeen FC         | Écosse     |
| 1978-1979 | Aberdeen FC         | Écosse     |
| 1979-1980 | Aberdeen FC         | Écosse     |
| 1980-1981 | Aberdeen FC         | Écosse     |

### Entraîneur
| saison    | club      | pays   |
| --------- | --------- | ------ |
| 1981-1982 | Peterhead | Écosse |

## Palmarès
Aberdeen FC
- Champion du Championnat d'Écosse de football (1) :
  - 1980.
- Vice-champion du Championnat d'Écosse de football (4) :
  - 1971, 1972, 1978 & 1981.
- Meilleur buteur du Championnat d'Écosse de football (1) :
  - 1972: 33 buts.
- Vainqueur de la Scottish Cup (1) :
  - 1970.
- Finaliste de la Scottish Cup (1) :
  - 1978.

Hibernian FC
- Vice-champion du Championnat d'Écosse de football (1) :
  - 1975.

## Sélections
- 4 sélections et 2 buts entre 1972 et 1978 avec l'équipe d'Écosse[1].